# Bengt Franc-Sparre
Bengt Erland Franc-Sparre (från 1814 Franc-Sparre), född 14 mars 1774 på Ekhamn, Vassunda socken, Stockholms län död 20 augusti 1837 i Vegersberg, Floda socken, Södermanlands län, var en svensk greve, generallöjtnant och tecknare. 
Han var son till kaptenen Gabriel Sparre och Maria Wendela Ulfsparre af Broxvik och från 1812 gift med Johanna Hedvig Vilhelmina Bernad samt bror till Wendela Gustafva Sparre. Sparre tillhörde Sparre af Rossvik, den obetitlade grenen (lågadel) av ätten Sparre. Han upphöjdes dock till friherre 1814 och greve 1833, men i senare egenskap ej introducerad på riddarhuset. Han gifte sig 1812 med Johanna Hedvig Vilhelmina Bernhard, men dog barnlös och slöt därmed sin ätt. Han ärvde 1814 Vegersbergs fideikommiss i Södermanlands län av sin fasters man major Samuel Fredrik Franc och kallade sig därefter Franc-Sparre. 
Sparre blev fänrik vid Södermanlands regemente 1785 och konduktör vid fortifikationen 1793. Han arbetade under 1790-talet på Hangö befästningar och var från 1806 fortifikationsbefälhavare och överstelöjtnant vid Pommerska fortifikationsbrigaden i Stralsund tills fästningen utrymdes efter det franska angreppet 1807. Han var överste vid fortifikationen 1807 och deltog i slaget vid Lier i Norge 1808 under dansk-svenska kriget. Sparre blev chef för ingenjörskåren 1812 och generalmajor 1813. Åren 1813–14 deltog han i Napoleonkrigen som chef för svenska ingenjörstrupperna och återuppförde svenska fästningen vid Stralsund samt byggde broar över Elbe vid Rosslau och Boizenburg. Han var aktiv i byggandet av Karlsborgs fästning från 1819 och tillsammans med Baltzar von Platen den som föreslog Vanäs udde som plats för fästningen. Han blev generallöjtnant 1832.  
Franc-Sparre, chef för de svenska ingenjörstrupperna, framlade 1823 i riksdagen behovet i Sverige av att Mekaniska Skolan i Stockholm skulle upphöjas till ett "tekniskt och mekaniskt centralinstitut". Beslutet togs 1825 och Teknologiska Institutet öppnade sin verksamhet i mekaniska Institutets lokaler 1827, vilket sedermera blev Kungl. Tekniska Högskolan, KTH. Mekaniska Skolan omvandlades 1798 från Christoffer Polhems Laboratorium Mechanicum som grundades 1697.
Efter Baltzar von Platens död var Franc-Sparre 1830-35 ordförande i Göta kanalbolaget och slussen i Mem är döpt efter honom. Han var också tillfällig president i Krigskollegium 1832. 1836 valdes han in som ledamot av Kungliga Vetenskapsakademien. Liksom de flesta fortifikationsofficerarna utbildade han sig i teckning och var under 1790-talet elev till Louis Jean Desprez.